# Casa del Fascio (Como)
L'ex Casa del Fascio è un edificio situato a Como, in piazza del Popolo 4 (ex piazza Impero), ed è opera dell'architetto razionalista Giuseppe Terragni (1904-1943). Inaugurato nel 1936, l'edificio è stato utilizzato come sede del Partito Nazionale Fascista fino al 1945, quando la città di Como fu liberata dal regime fascista. L'ex Casa del Fascio fu utilizzata dai partiti del Comitato di Liberazione Nazionale fino al 1947, anno in cui vi si insediò il Comando della VI Legione della Guardia di Finanza, che tuttora la occupa.  L'edificio ha pianta quadrata e presenta quattro piani, di cui il primo rialzato rispetto al livello di piazza del Popolo.
Per il suo elevato interesse storico-artistico, la Casa del Fascio è stata sottoposta a vincolo nel 1986 dalla Soprintendenza ai Beni Culturali.

## Storia
L'ex Casa del Fascio di Como, conosciuta anche come "Palazzo Terragni", è uno dei capolavori del razionalismo italiano. Risale al 1928 l'idea di realizzare una Casa del Fascio a Como: il progetto iniziale prevedeva un edificio dall'impianto tradizionale, completamente diverso rispetto a quello costruito. L'iter progettuale, che portò all'elaborazione della soluzione definitiva, si protrasse per alcuni anni: dopo più proposte progettuali e travagliate vicende legate al cantiere, i lavori di costruzione dell'edificio iniziarono nel luglio 1933 e si conclusero nel 1936, anno in cui fu inaugurata come sede locale del Partito Nazionale Fascista.
La Casa del Fascio di Como ricoprì questa funzione per un periodo relativamente breve: solo nove anni, dal 1936 al 1945, anno in cui l'edificio fu occupato a forza dalle federazioni provinciali dei partiti del Comitato di Liberazione Nazionale (comunista, socialista, d'Azione, Democrazia Cristiana), in seguito alla liberazione della città di Como dal regime fascista.
Contemporaneamente, si aprì la controversia sul possesso dell'immobile. Il Comune di Como, infatti, rivendicò dapprima la proprietà dello stabile (anche se la legge del 27 luglio 1944, n. 159 stabiliva che le proprietà del Partito Fascista sarebbero dovute passare allo Stato) e successivamente espresse la propria volontà nell'acquistarlo. Dopo una serie di trattative non andate a buon fine, nel 1956 fu pubblicato sul quotidiano comasco "La Provincia" un avviso che annunciava la vendita all'asta dell'ex Casa del Fascio. Questa avrebbe potuto comportare alcuni rischi per l'edificio: considerando la sua posizione privilegiata nel centro di Como, infatti, non era da escludere la possibilità di una sua demolizione e conseguente sostituzione con un immobile più redditizio o la sua pesante trasformazione tipologica e funzionale. Contro la vendita all'asta si levarono quindi varie voci di protesta, tra cui quella dell'architetto Bruno Zevi, tanto che la vicenda assunse sempre più rilevanza nazionale.

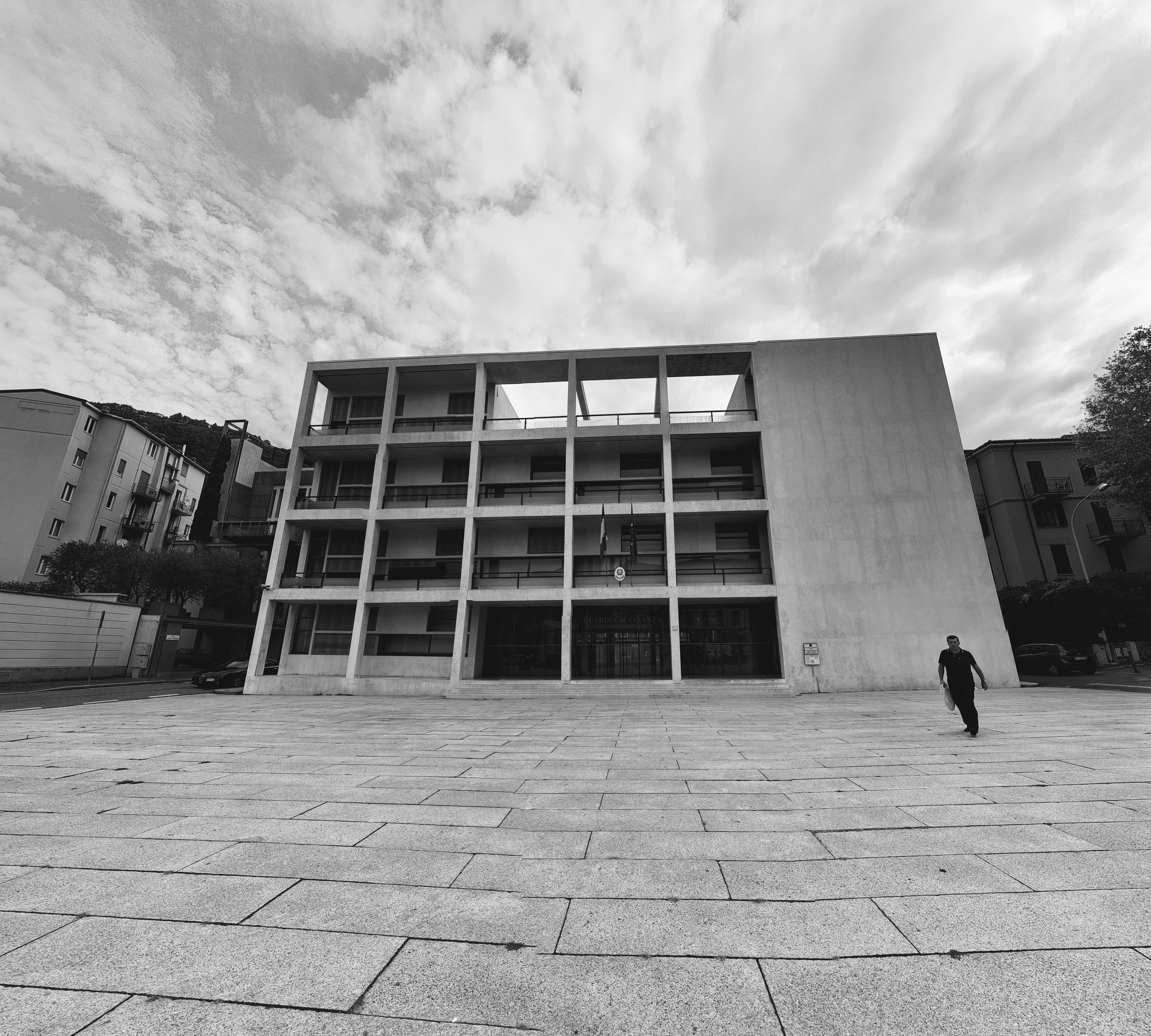
Facciata principale dell'ex Casa del Fascio su piazza del Popolo

Per scongiurare la vendita dell'immobile, la Soprintendenza per i Monumenti emanò il 10 ottobre 1956 un vincolo ai sensi della legge n. 633 del 1941 sulla protezione del diritto d'autore, decretando il riconoscimento dell'importante carattere artistico dell'ex Casa del Fascio. L'asta venne dunque ritirata e l'edificio rimase di proprietà dello Stato e fu assegnato nel 1957 al Comando della VI Legione della Guardia di Finanza, che tuttora lo occupa. Fu proprio il fratello dell'architetto, Attilio Terragni, a ottenere, in quanto senatore, l'assegnazione dell'edificio alla Guardia di Finanza: un ente militare e statale, infatti, non avrebbe mai più permesso di alienare l'edificio. Nel 1959 fu emanato un ulteriore decreto ministeriale che tutelava indirettamente l'ex Casa del Fascio: si tratta del cosiddetto vincolo indiretto. Questo aveva come finalità quella di tutelare il contesto del Duomo di Como, soggetto a vincolo diretto, attraverso una serie di prescrizioni destinate a edifici circostanti, come l'ex Casa del Fascio. Tale decreto si rese probabilmente necessario in quanto la Soprintendenza per i Monumenti non poteva intervenire con l'apposizione di un vincolo diretto, non avendo l'edificio ancora compiuto i cinquant'anni richiesti dalla legge di tutela.
Nel 1963 la Guardia di Finanza chiese il nulla osta preventivo alla Soprintendenza ai Monumenti della Lombardia per l'ampliamento del piano attico, con la realizzazione di tre vani da adibire ad ufficio e un corridoio di disimpegno, in luogo della terrazza posta sul lato nord dello stabile. Nonostante fossero state concesse le autorizzazioni necessarie per l'esecuzione dei lavori, questi non furono mai attuati. Nel 1968 fu ripresentato il progetto per il piano attico, ma questa volta fu respinto dalla Soprintendenza stessa, anche in seguito alle reazioni di sdegno suscitate dalla proposta nel mondo accademico.

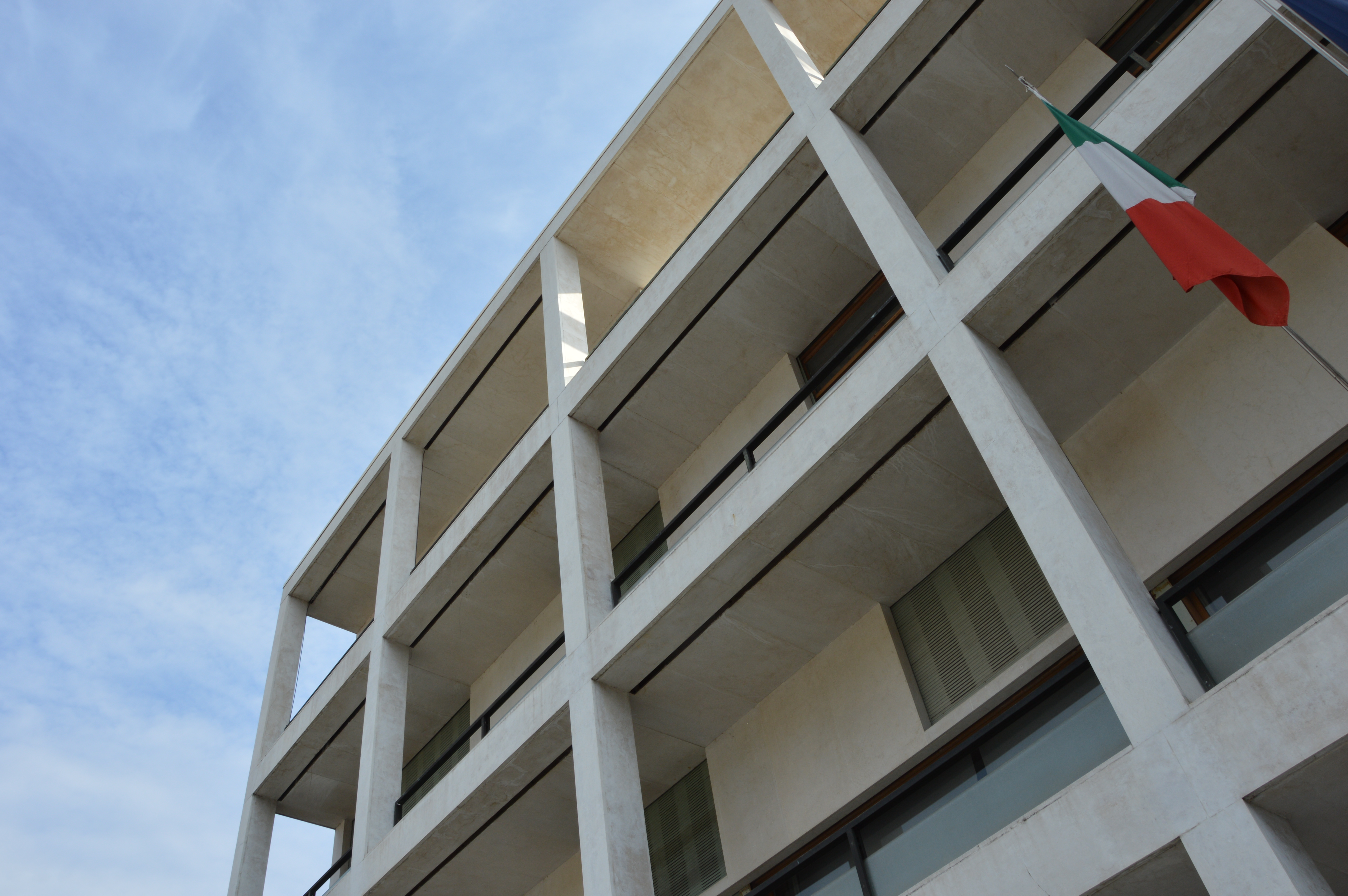
Particolare della facciata principale dell'ex Casa del Fascio di Como

Nel 1986, allo scadere dei cinquant'anni previsti dalla legge di tutela n. 1089 del 1939, il Ministero per i Beni Culturali e Ambientali emanò il vincolo monumentale, riconoscendo ufficialmente l'ex Casa del Fascio come bene di rilevante interesse storico-artistico.
Negli anni novanta furono eseguiti alcuni interventi di restauro, seppur limitati e finalizzati alle opere più urgenti, a cura di Alberto Artioli della Soprintendenza di Milano, che nell'occasione pubblicò anche una monografia sull'edificio intitolata “Giuseppe Terragni, la Casa del Fascio di Como. Guida critica all'edificio: descrizione, vicende storiche, polemiche, recenti restauri”. I lavori di restauro descritti nel libro riguardavano le superfici marmoree esterne, alcuni bagni e limitate superfici verticali e orizzontali in vetrocemento. Questi restauri posero, per la prima volta, interrogativi specifici sul problema del recupero delle architetture del Movimento Moderno per le quali non era ancora stata approntata una metodologia d'intervento e che, in generale, stentavano ad essere riconosciute come opere di valore artistico.

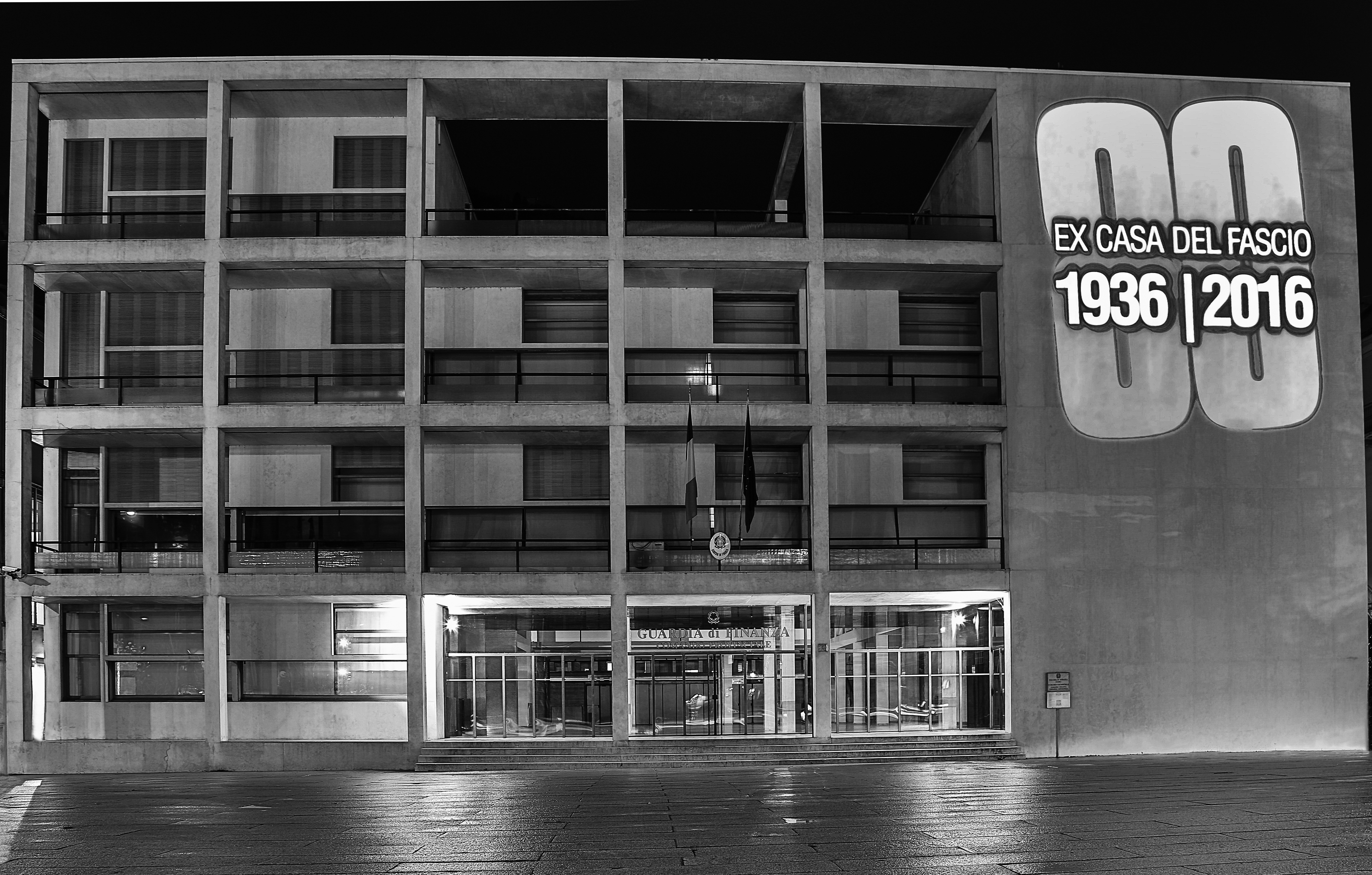
Proiezioni sulla facciata principale dell'ex Casa del Fascio per festeggiare gli ottant'anni dalla sua costruzione

In occasione del cinquantenario della morte di Giuseppe Terragni, nel 1993 la Soprintendenza di Milano organizzò una giornata di studi dal titolo “Materiali per comprendere Terragni e il suo tempo”, svoltasi presso il Centro Congressi Cariplo di Milano, alla quale parteciparono relatori di fama internazionale come Paolo Portoghesi, Alberto Sartorio, Lodovico Barbiano di Belgiojoso e Virgilio Vercelloni. Successivamente gli atti della giornata furono pubblicati in due volumi.
Nel 2004, per il centenario della nascita di Terragni, la Soprintendenza per i Beni Architettonici ed il Paesaggio di Milano insieme al Centro Studi Terragni, alla Soprintendenza per i Beni e le Attività Culturali della Lombardia e il Comune di Como presentarono al Ministero un progetto finalizzato alla programmazione di manifestazioni da svolgersi nel corso dell'anno, che prevedevano momenti di studio, ricerca, dibattito, mostre sulla figura del grande architetto, da attuarsi attraverso la costituzione di un apposito Comitato Nazionale. Questo, denominato GT04, era presieduto da Attilio Terragni, nipote dell'architetto, e vantava la presenza di Daniel Libeskind, Rafael Moneo e Peter Eisenman nel ruolo di responsabili scientifici nazionali. Le celebrazioni ebbero ufficialmente inizio il 18 aprile 2004, giorno di nascita dell'architetto, e si conclusero il 30 novembre. Entrambe queste manifestazioni contribuirono a sensibilizzare l'opinione pubblica sull'importanza delle opere di Terragni nella storia dell'architettura, non solo italiana, ma internazionale.
Nel 2016 si sono celebrati gli ottant'anni dalla costruzione dell'ex Casa del Fascio e il pittore comasco Fabrizio Musa, in collaborazione con l'Associazione Maarc (Museo virtuale astrattismo architettura razionalista Como), ha deciso di rendere omaggio al lavoro dell'architetto proiettando sulla facciata principale di piazza del Popolo il numero ottanta con le date 1936-2016, per rendere partecipe la popolazione di questo ragguardevole traguardo.
L'ex Casa del Fascio ha ospitato dal 1945 il Comando della VI Legione della Guardia di Finanza, ma già nel febbraio 2017 è stata lanciata una petizione che ne propone il recupero ai fini culturali, istituendo al suo interno un museo del razionalismo e dell'astrattismo.. Tale iniziativa è stata poi finanziata nel 2021 da fondi nazionali
(Bruno Zevi)

## Descrizione
Durante il totalitarismo le architetture monumentali venivano spesso utilizzate come strumento di propaganda delle ideologie dello Stato: ciò che accomunava il loro linguaggio era il desiderio di privilegiare gli aspetti funzionali dell'architettura, eliminando le decorazioni, in modo che la forma fosse subordinata alla funzione. Il rigore e il funzionalismo promossi dal regime fascista si traducono quindi nelle forme costruttive della Casa del Fascio.

### Interni
L'ex Casa del Fascio presenta una pianta quadrata di 33,20 m di lato per un'altezza di 16,60 m, pari alla metà della base e corrispondente a quattro piani totali. L'ingresso dell'edificio è rialzato rispetto alla piazza antistante da quattro gradini che conducono al pianerottolo d'accesso.

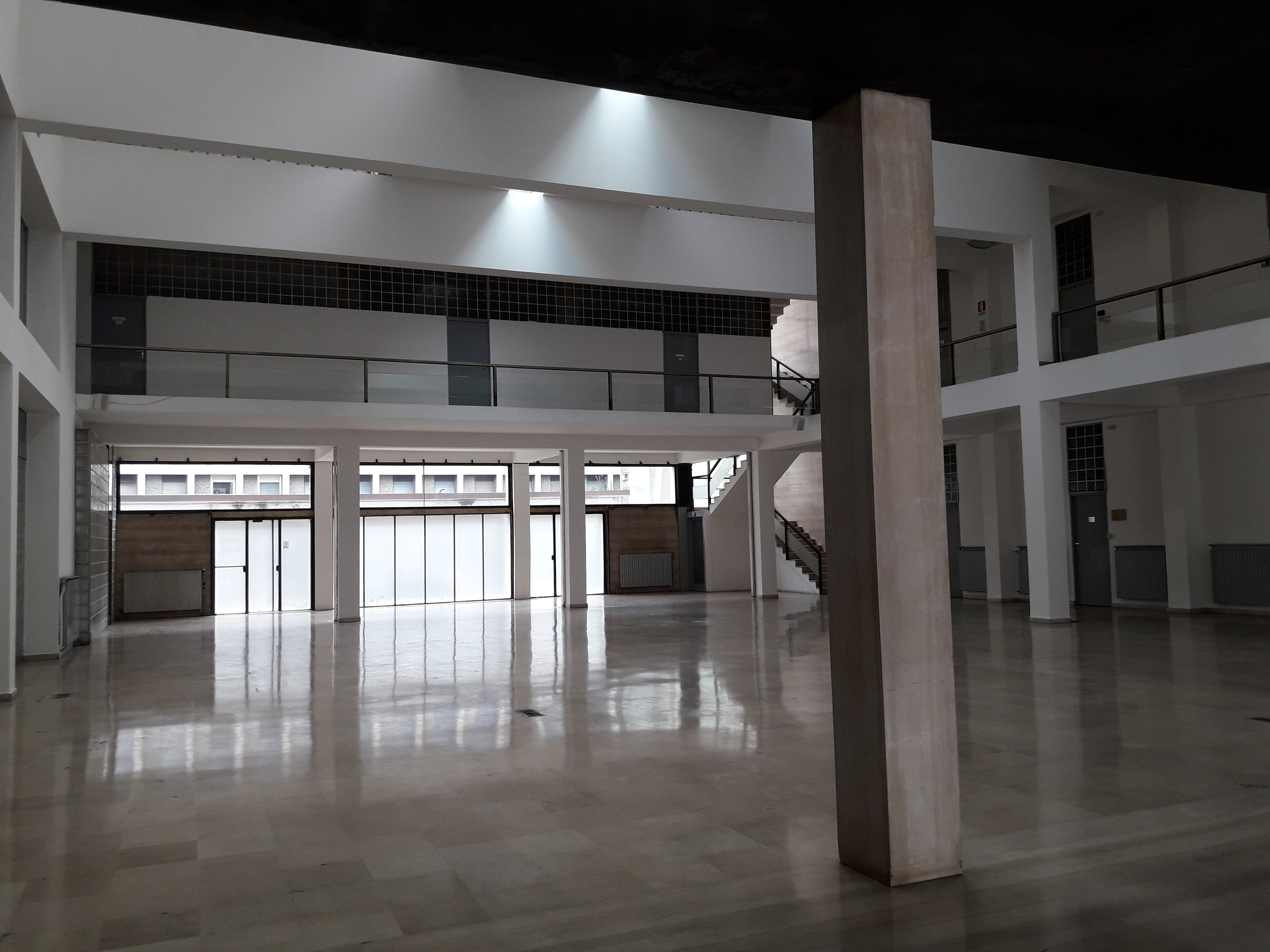
Vista dall'atrio verso il Salone delle Adunate

Oltrepassando le porte vetrate al piano rialzato, si raggiunge l'atrio, caratterizzato da un controsoffitto rivestito da marmo nero di Belgio che, con il suo forte impatto visivo, prepara il visitatore alla vista del sacrario dei martiri fascisti, uno dei luoghi più significativi ed emblematici dell'edificio. Proprio per la sua funzione ideologica e spirituale, il sacrario fu poi spogliato della sua funzione originaria e trasformato in luogo celebrativo dei caduti delle Fiamme Gialle della VI Legione. Sempre nell'atrio, ma dalla parte opposta al sacrario, si trova lo scalone principale, che costituisce il perno della distribuzione interna. Il fulcro della Casa del Fascio è però il cosiddetto Salone delle Adunate, un grande ambiente centrale a doppia altezza illuminato da una copertura vetrocementizia. Attualmente intonacato di bianco, un tempo era tinteggiato con un delicato colore blu-verde chiaro steso probabilmente fino al limite superiore delle travi del lucernario. Questo grande spazio originariamente ospitava i pannelli affrescati dall'artista Mario Radice: una stele di marmo e una grande immagine del Duce su supporto vetrato, smantellate in seguito all'occupazione post guerra dell'edificio.

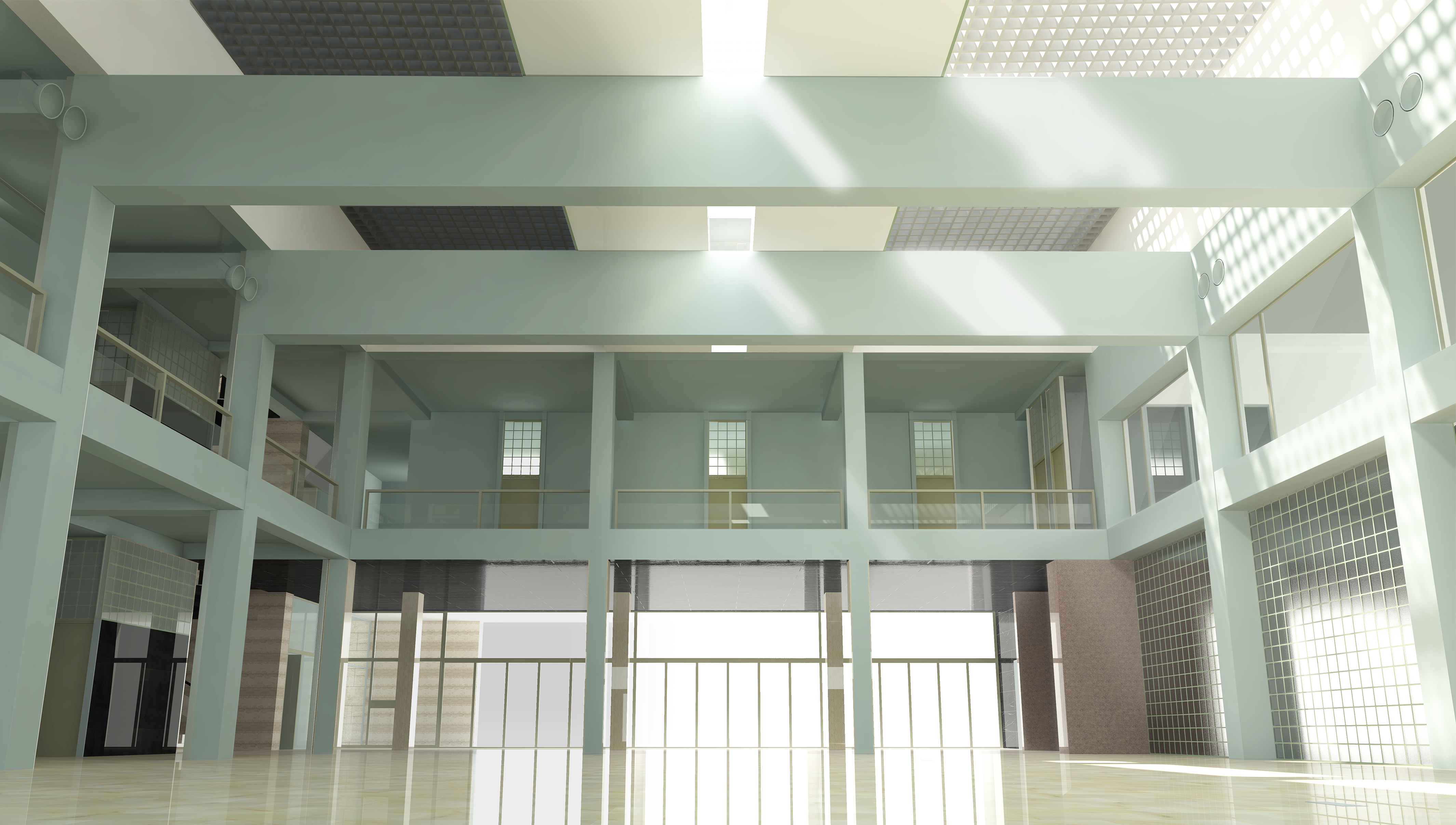
Ricostruzione 3D dei colori originari del Salone delle Adunate dell'ex Casa del Fascio di Como

Sul Salone delle Adunate si affaccia il ballatoio del primo piano che un tempo connetteva gli uffici della Segreteria politica, la Sala del Direttorio e l'ufficio del Segretario politico.
Il secondo piano ricalca l'impianto distributivo del primo, con la differenza che il camminamento si affaccia sulla copertura del Salone delle Adunate sul quale si apre il cavedio. Questo è caratterizzato dall'alternarsi di pareti rivestite da piastrelle in vetroceramica (lati sud-est e nord-ovest) a pareti realizzate in vetrocemento (lati sud-ovest e nord-est). La copertura del Salone delle Adunate, che funge da piano di calpestio del cavedio, è costituita da tre fasce, di cui le due laterali in vetrocemento e sopraelevate rispetto al ballatoio centrale, attraversato in mezzeria da un'asola di vetro calpestabile. Dal corridoio interno del secondo piano è poi possibile accedere ai locali che in origine erano adibiti a uffici e amministrazione.
Al terzo piano, l'ultimo, due ampi loggiati separano la parte originariamente destinata ai gruppi universitari da quella in principio riservata all'archivio e all'alloggio del custode. Quest'ultimo piano è servito esclusivamente dalla scala secondaria, mentre gli altri due sono raggiungibili anche tramite lo scalone principale.
All'interno della Casa del Fascio, oltre al già citato marmo nero di Belgio, sono stati utilizzati anche la Pietra di Trani, il marmo Giallo Adriatico e il marmo Nero col di Lana.

### Facciate

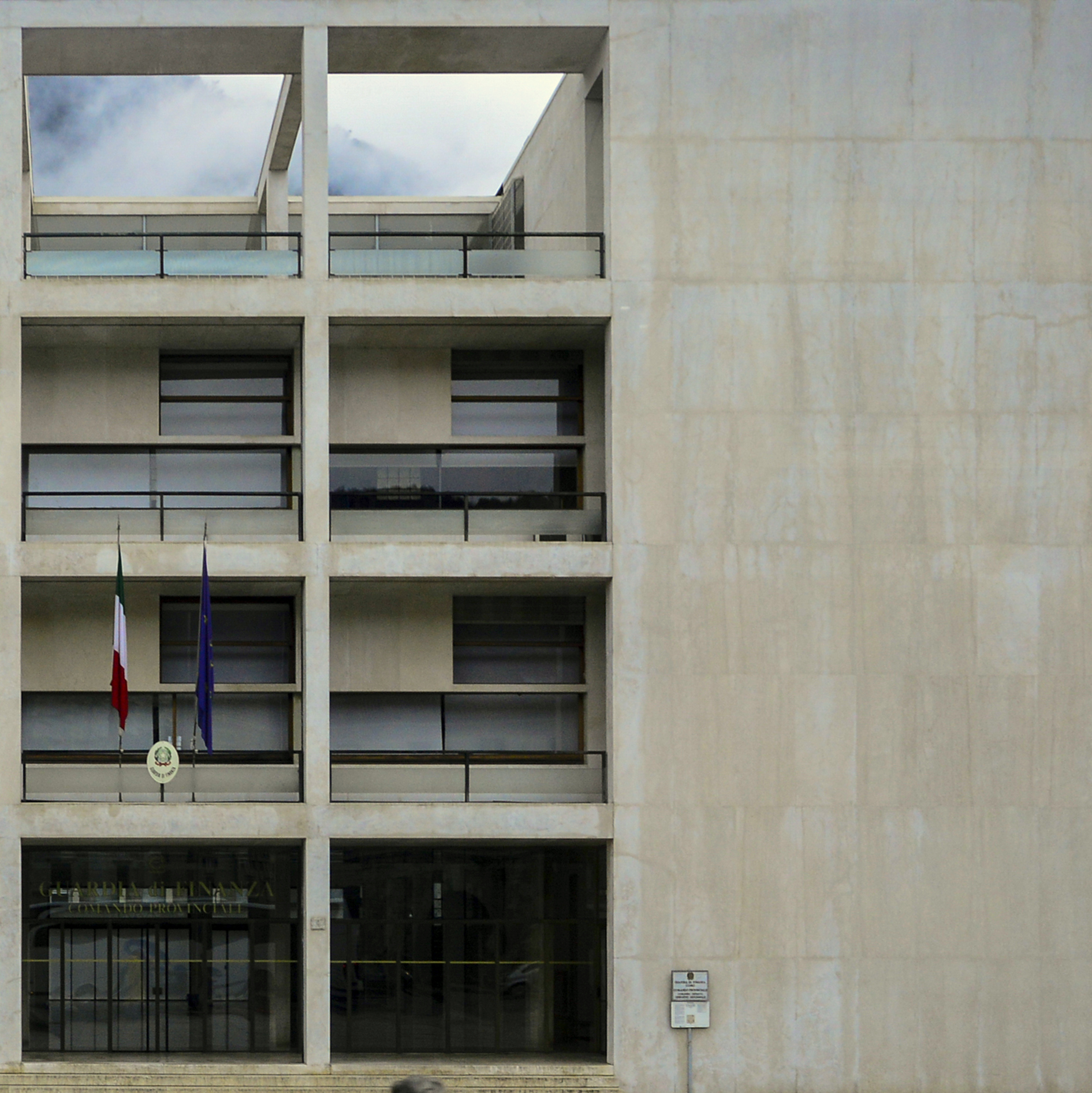
Facciata principale dell'ex Casa del Fascio di Como

La composizione delle facciate è basata su regole auree e chiari rapporti proporzionali. Queste sono costituite da parti opache, rivestite da lastre di Calcare di Botticino, e parti traslucide di vetrocemento. Le quattro facciate, uguali come dimensioni, sono risolte in maniera diversa nei motivi architettonici e nei rapporti tra pieni e vuoti, pur mantenendo una loro coerenza per i materiali utilizzati e per i ritmi strutturali.
La facciata principale su piazza del Popolo è caratterizzata da un grande loggiato scandito da cinque campate. Qui, Terragni aveva previsto l'inserimento di tende avvolgibili al fine di schermare i raggi solari estivi.
La trasparenza del loggiato è bilanciata dalla parte opaca laterale che costituisce una vera e propria torre littoria, inglobata, però, nella volumetria a parallelepipedo dell'edificio. È proprio in questa porzione che originariamente dovevano collocarsi scene documentative e illustrative eseguite dal pittore Marcello Nizzoli.

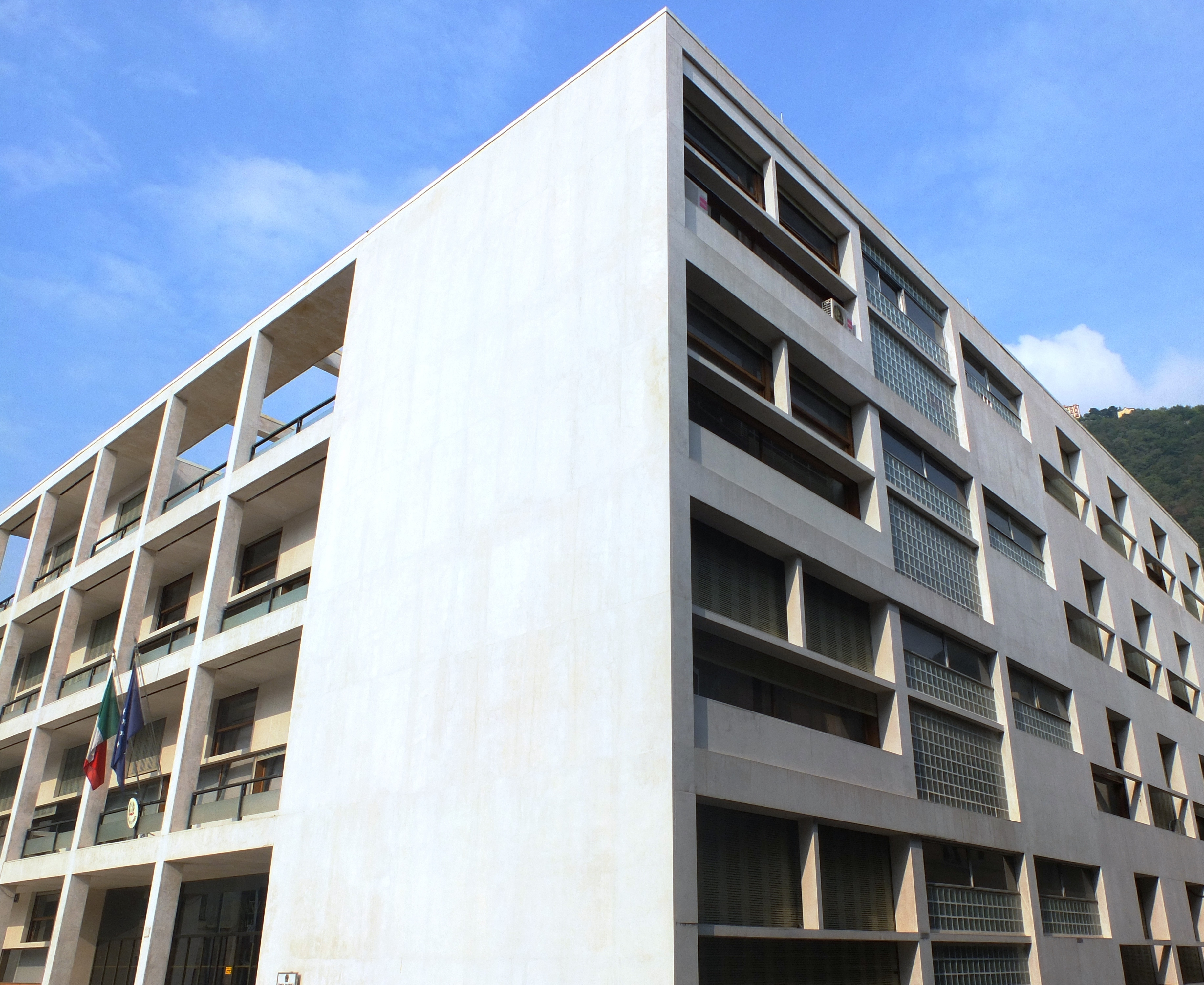
Angolo tra la facciata di piazza del Popolo e via dei Partigiani

La facciata di via dei Partigiani è definita da lunghe finestrate in legno e ferro-finestra e da una parete in vetrocemento che occupa la campata dello scalone principale interno. In base alla funzione dei locali, le finestre si dividono in: a nastro, in corrispondenza dei servizi igienici, e a "L" per gli uffici.
Nella facciata di via Pessina, le membrature strutturali affiorano nelle tre campate centrali grazie alla presenza dei serramenti lignei e dei rispettivi parapetti in vetrocemento. All'ultimo piano, invece, la parete arretra leggermente creando una piccola loggia.
Il prospetto posteriore, infine, presenta, nella porzione centrale, uno svuotamento della struttura dato dalla vetrata al piano rialzato e dalla grande loggia dell'attico al terzo piano. Nella parte centrale vi sono i serramenti del tipo ad “L”, mentre in corrispondenza della scala di servizio, si sviluppa un'asola verticale vetrata.

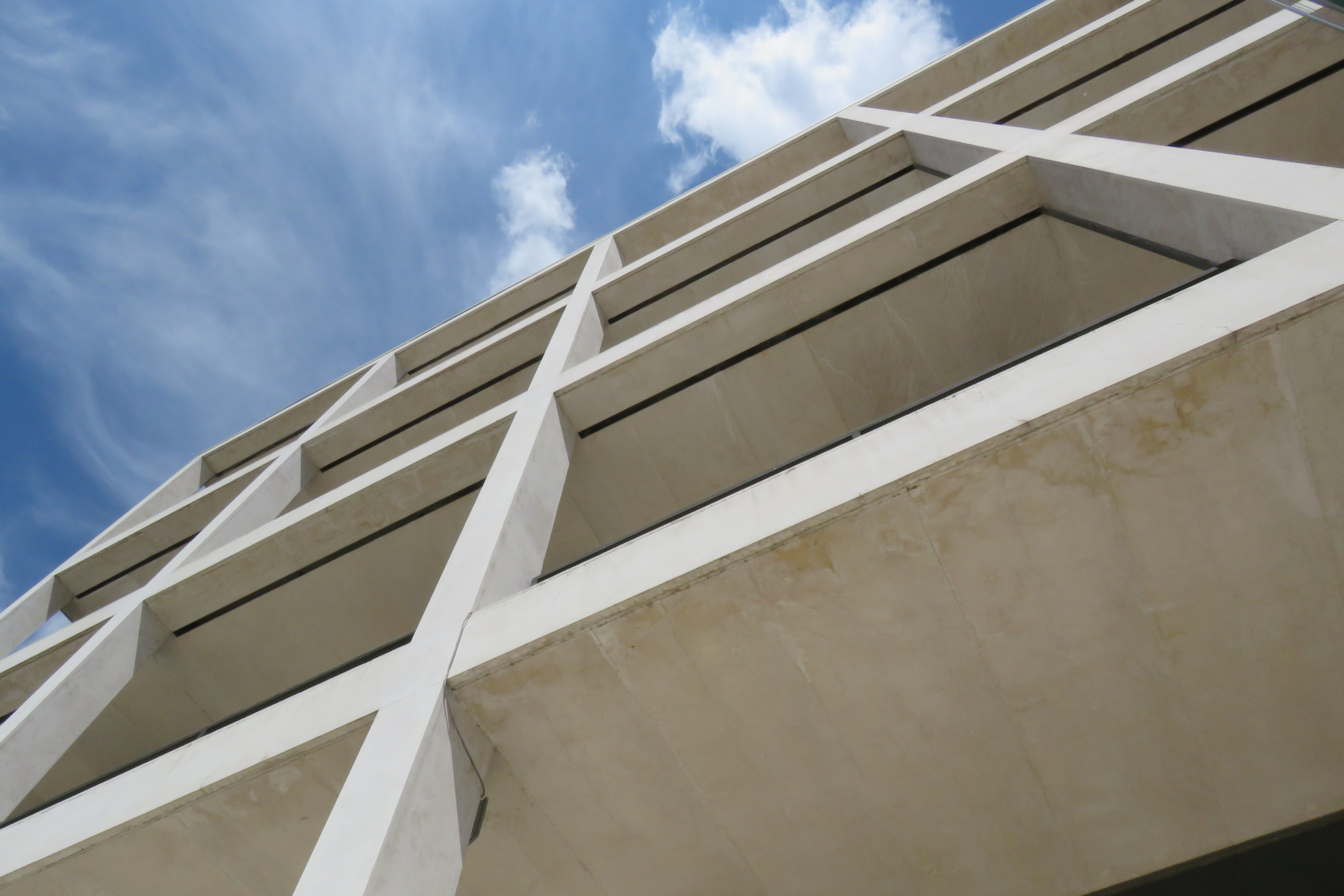
Dettaglio della facciata principale su piazza del Popolo
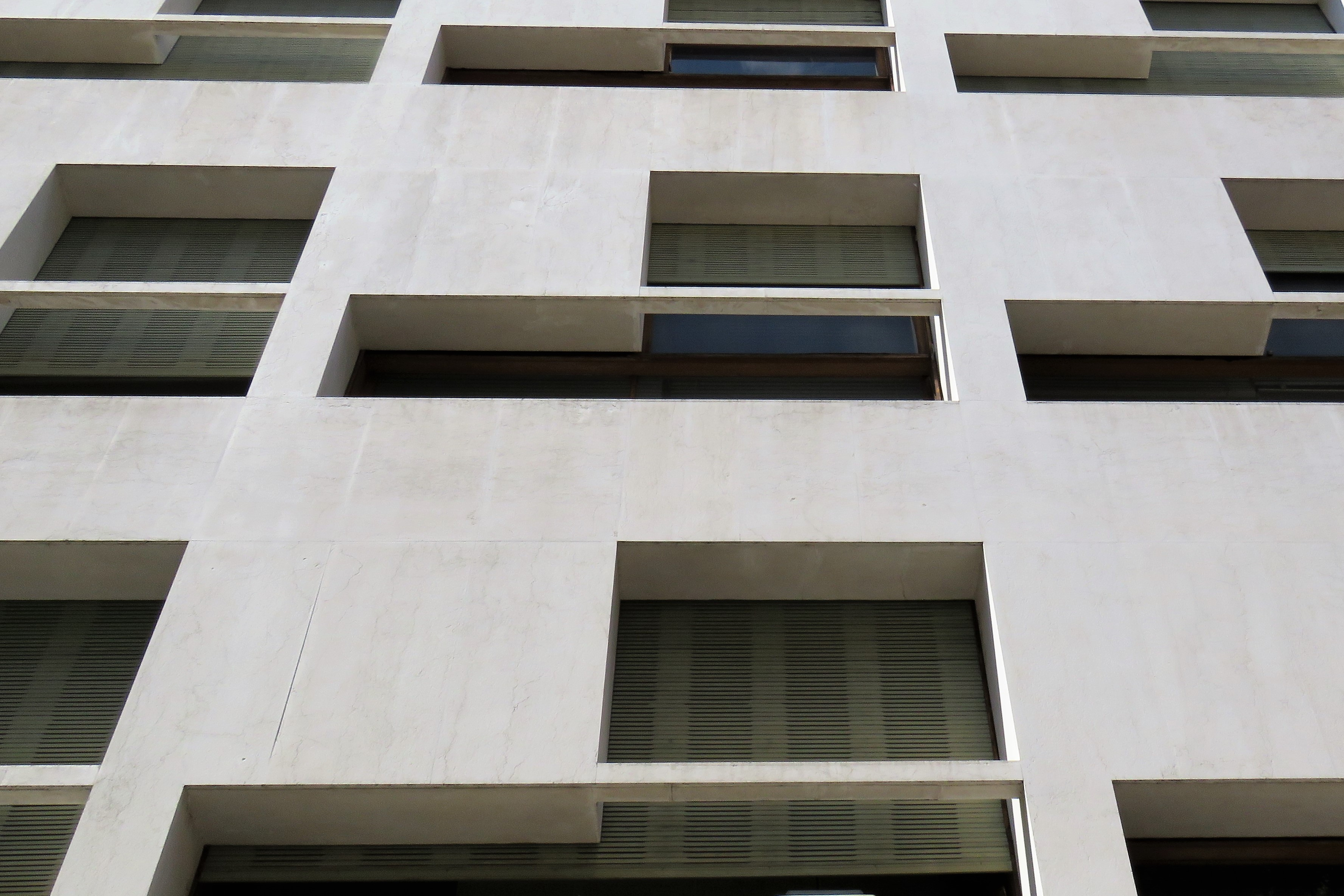
Dettaglio di una delle facciate laterali
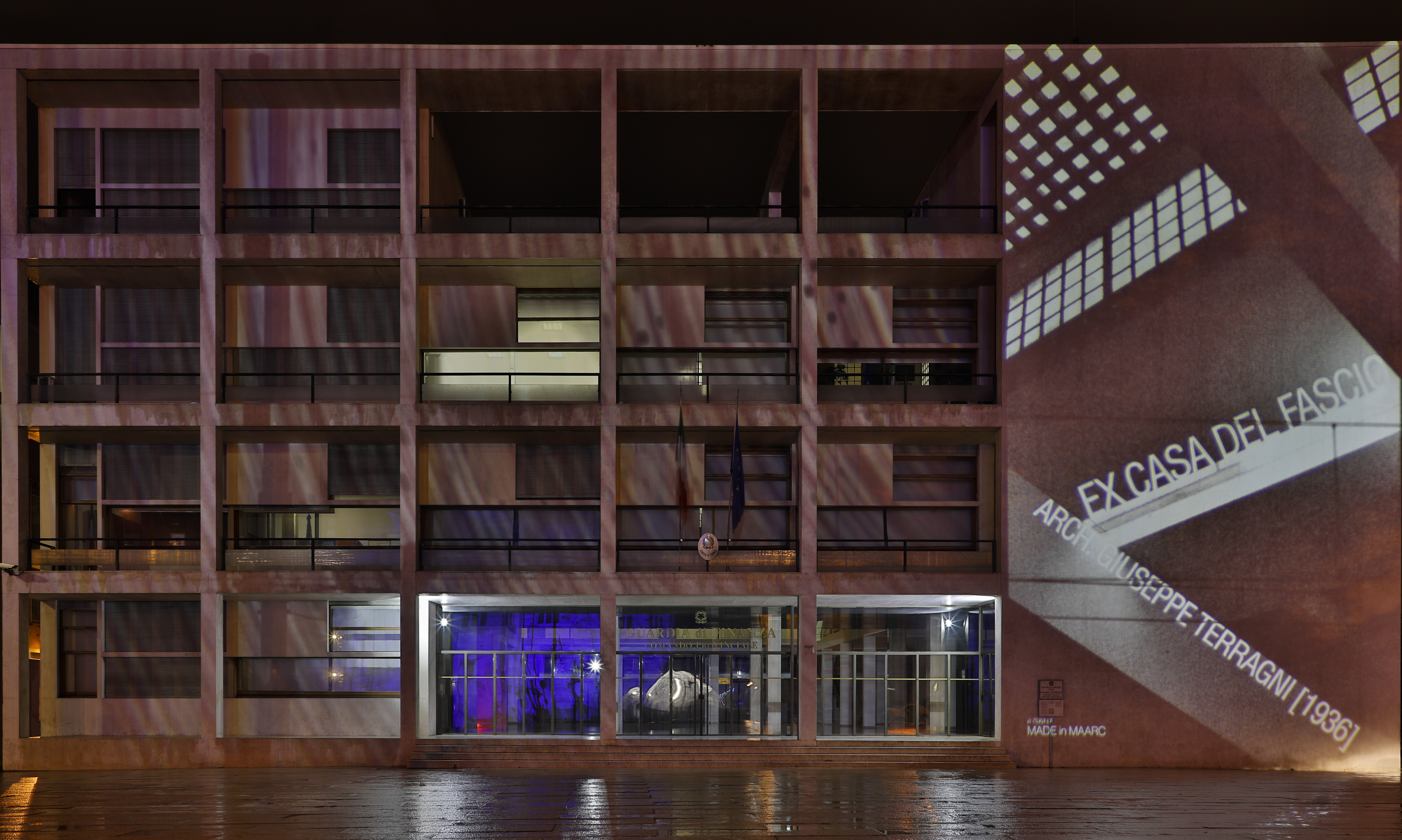
Proiezioni sulla facciata principale dell'ex Casa del Fascio

## Nei media
L'edificio è raffigurato su un francobollo da 0,85 € emesso il 17 aprile 2004 in occasione del centenario della nascita di Giuseppe Terragni.

### Fonti
- Alberto Artioli, Giuseppe Terragni, la Casa del Fascio di Como. Guida critica all'edificio: descrizione, vicende storiche, polemiche, recenti restauri, Roma, BetaGamma Editrice, 1989.
- Alberto Artioli, Gian Carlo Borellini (a cura di), Giuseppe Terragni: materiali per comprendere Terragni e il suo tempo, Viterbo, BetaGamma Editrice, 1996, ISBN 88-86210-09-4.
- Alberto Artioli e Salvatore Napoli, La Casa del Fascio a Como: un'architettura colorata, in Architettura e materiali del Novecento. Conservazione, Restauro, Manutenzione, Marghera-Venezia, Edizioni Arcadia Ricerche, 2004.
- Maria Antonietta Crippa, Il restauro del moderno, problemi e casi di studio d'architettura, in Arte Lombarda, 2006.
- William J. R. Curtis, L'architettura moderna dal 1900, Londra, Phaidon, 2006.
- Federica Dal Falco, Stili del Razionalismo. Anatomia di quattordici opere di architettura, Roma, Gangemi Editore, 2003, ISBN 978-8849203431.
- Sergio Poretti, La Casa del Fascio di Como, collana Monumenti dell'architettura 4, Roma, Carocci, 1998, ISBN 9788843010998.
- Sergio Poretti, Specificità del restauro del moderno, in Territorio, n. 62, FrancoAngeli Edizioni, 2012.
- Antonino Saggio, Giuseppe Terragni. Vita e opere., Roma, Laterza, 1995.
- Giuseppe Terragni, Documentario sulla Casa del Fascio di Como, in Quadrante, n. 35/36, 1936.
- Bruno Zevi, Giuseppe Terragni, collana Serie di architettura, Zanichelli, 1980, ISBN 978-8808051769.

### Approfondimenti
- Laura Agostino, Casa del Fascio. Giuseppe Terragni, Santarcangelo di Romagna, Maggioli, 2016, ISBN 9788891615091.
- Alberto Artioli, Alcuni recenti restauri di opere dell'architetto Giuseppe Terragni (1904-1943): "La Casa del Fascio e la Villa del Floricoltore a Como", in Il restauro dell'architettura moderna, Viterbo, BetaGamma Editrice, 1993.
- Alberto Artioli, La Casa del Fascio di Como: necessità operative e scelte metodologiche di alcuni restauri, in L'architettura moderna: conoscenza, tutela, conservazione, Firenze, Alinea Editrice, 1994.
- Alberto Artioli, L'invecchiamento degli interventi di restauro nelle architetture moderne. Due esempi a Como: l'asilo Sant'Elia e la Casa del Fascio di Giuseppe Terragni, in Architettura moderna in Italia: documentazione e conservazione, Roma, Edilstampa, 1999.
- Alberto Artioli, Davide Adamo e Luca Ambrosini, Marco Longatti, Palazzo Terragni ovvero ex Casa del Fascio di Como (1932-1936) di G. Terragni. Esperienze di lavoro verso una conservazione programmata, Milano, Electa, 2009.
- Luigi Ferrario, Daniela Pastore (a cura di), Giuseppe Terragni: la Casa del Fascio, Roma, Istituto MIDES, 1982.
- Enrico Mantero, Giuseppe Terragni e la città del razionalismo italiano, Bari, Dedalo libri, 1969, ISBN 88-220-0604-6.
- Ada Francesca Marcianò, Casa del Fascio, Como 1932-1936, in Comunicare l'architettura. Venti monumenti italiani, Torino, SEAT, 1984.
- Ada Francesca Marcianò, Giuseppe Terragni. Opera completa 1925-1943, Roma, Officina, 1987, ISBN 978-8860490483.
- Valeria Pracchi, Federico Busnelli, Sara Mauri, Luca Ambrosini, Como: ottant'anni di vita della Casa del Fascio di Terragni, in Ananke. Quadrimestrale di Cultura, Storia e Tecniche della Conservazione per il Progetto, n. 80, Altralinea Edizioni, 2017.